# Мурко, Антон
Антон Мурко (8 июня 1809, Сподня-Волычина — 31 декабря 1871, Сподне-Хоче) — австрийский словенский священнослужитель, филолог и лексикограф, преподаватель, поэт; автор словенской грамматики.
Окончил гимназию в Мариборе, в 1829 году окончил философский лицей в Граце. В 1836 году завершил получение богословского образования. Кроме того сдал конкурсный экзамен по словенскому в университете Граца, претендуя на должность профессора словенского языка, но не был выбран. Получил докторскую степень по богословию в 1843 году. Преподавал на богословском факультете в Граце, затем был пробстом в Стадле у Муры и Заврце, с 1860 года и до своей смерти в Хоче.
В 20-летнем возрасте принял предложение от грацского книготорговца и за менее чем три года (1830—1832) составил словенскую грамматику и собрал материалы для немецко-словенского и словенско-немецкого словарей. В 1836 году опубликовал сборник стихов под названием «Fabule ino pesmi». Содействовал развитию в словенцах народного самосознания.